# Daz Dillinger
Daz Dillinger (Дез Діллінжер, справжнє ім'я Делмар Дрю Арно, англ. Delmar Drew Arnaud); нар. 23 травня 1973, Лонг-Біч, Каліфорнія, США) — американський репер і музичний продюсер.

## Біографія
Делмар Дрю Арно народився 25 травня 1973 року у східній частині Лонг-Біч (штат Каліфорнія). Там він провів дитинство разом із кузенами, які пізніше прославилися під іменами Snoop Dogg та Soopafly, а у 16 років долучився до репу. Як і його двоюрідні брати, перебував у банді Rollin 20s Long Beach Crips.
Під час запису легендарного альбому Dr. Dre The Chronic Арно знайомиться з Рікардо Брауном (Kurupt). Арно та Браун вирішують працювати спільно і утворюють реп-дует Tha Dogg Pound.
До моменту виходу їхнього дебютного альбому «Dogg Food» у 1995 році цей дует вже був добре відомий шанувальникам репу завдяки їхній регулярній появі на альбомах та синглах, а також на саундтреках до фільмів «Вбивство було випадковим», «Над кільцем» та «Поетична Джастіс».
Tha Dogg Pound випускають кілька значущих альбомів і стають одними з найяскравіших представників лейблу Death Row Records. Але після відходу з лейблу Dr. Dre, смерті 2Pac і арешту Шуга Найта лейбл дає тріщину, і репери, що залишилися, стали йти з нього.
Daz Dillinger став важливим продюсером і встиг попрацювати з живим 2Pac, Snoop Dogg, Scarface та записати безліч саундтреків. Влітку 1998 року Daz нагадав про себе першим сольним альбомом Retaliation, Revenge And Get Back — 17 нових треків у звичному гангста-стилі.
Також він випускає відеофільм «What It Is» про життя гангстерів. Ще займається продюсуванням альбомів невиданих пісень 2Pac, першим з яких був їхній спільний диск «Makavelli And Dillinger». У 2000 році Daz випускає свій другий альбом RAW на лейблі Dogg Pound Records. Альбом був прийнятий досить холодно.
Пізніше Daz дуже багато працює з різними реперами та колективами.
У 2005 році Daz і Kurupt через десять років від'єднали Tha Dogg Pound. Помирив колишніх товаришів Snoop Dogg.
19 січня 2018 року Арно випускає альбом DAZAMATAZ.

## Дискографія

### Студійні альбоми
- 1998 — Retaliation, Revenge and Get Back
- 2000 — RAW
- 2002 — This Is the Life I Lead
- 2003 — DPGC: U Know What I'm Throwin' Up
- 2004 — I Got Love in These Streetz
- 2005 — Tha Dogg Pound Gangsta LP
- 2005 — Gangsta Crunk
- 2006 — So So Gangsta
- 2007 — Gangsta Party
- 2008 — Only on the Left
- 2008 — Side
- 2009 — Public Enemiez
- 2010 — Matter of Dayz
- 2011 — DAZ
- 2012 — Witit Witit
- 2014 — Weed Money
- 2018 — Dazamataz
- 2018 — Smoke Me Out

### Спільні альбоми
- 2001 — Long Beach 2 Fillmoe спільно з JT the Bigga Figga
- 2001 — Game for Sale спільно з JT the Bigga Figga
- 2001 — Don't Go 2 Sleep спільно з Makaevelli
- 2003 — Southwest спільно з Nuwine
- 2009 — Get That Paper спільно з Fratthouse
- 2013 — West Coast Gangsta Shit спільно з WC
- 2016 — Cuzznz спільно з Snoop Dogg
- 2018 — ATLA спільно з Big Gipp
- 2018 — Dogg Bone спільно з Layzie Bone